# Brassó-belvárosi római katolikus templom
A Brassó-belvárosi Szent Péter és Szent Pál apostolok római katolikus plébániatemplom a Kolostor utca (Strada Mureșenilor) 21. szám alatt áll. A barokk templomot 1776 és 1782 között építették, Karl Joseph Lamasch tervei alapján. Helyén a középkorban a helyi domonkos kolostor temploma állt. A reformáció után a magyar reformátusoké, majd evangélikusoké volt, és „nemzeti magyar” imahelynek számított, például a Brassóban megszálló fejedelmek mindig ebbe a templomba jártak. Miután Erdély a Habsburg Birodalom tartománya lett, a templom visszakerült a katolikusokhoz. 1766-ban lebontották és a helyén építették fel a mai templomot és a mellette levő plébániahivatal épületét.

## Története
A mai templom helyén a domonkosok kolostorának (mely az utca nevét is kölcsönözte) gótikus temploma állt. A domonkosok letelepedését 1323-ban engedélyezte a barcelonai egyetemes rendi gyűlés, és 1342-ből származik a szintén Szent Péternek és Szent Pálnak szentelt templom első említése. Ez a terület akkoriban még a település legszélén volt. 1434-ben megemlítik a kolostor mögött elhelyezkedő őrtornyot, vagyis a telket az északnyugati belső várfal határolta. A 15. század végén keletkezett okiratok 32 tagot említenek, akik két csoportba tartoztak: papi szerzetesek (fratres clerici) és laikus testvérek (fratres conversi). Az előbbiek kódexmásolással, könyvkötéssel, cserépkészítéssel foglalkoztak, míg az utóbbiak végezték a kolostor körüli fizikai munkát. Számos szerzetes külföldre ment tanulni, mások külföldről költöztek Brassóba.
Miután Johannes Honterus elindította az erdélyi reformációt, Brassó szász polgárai evangélikus, magyar lakosai pedig református hitre tértek. A domonkos szerzeteseket 1544-ben kiűzték, vagyonukat elkobozták; a templomot a magyar reformátusok vették át, a kolostor épületeit és belső udvarát raktárként használták. Bár névleg a reformátusokhoz tartozott, a templom felekezetek feletti, „nemzeti magyar” imahely volt: a fejedelmek mindig ide jártak brassói tartózkodásuk alkalmával, cintermében hantolták el a magyarokat és székelyeket, és János Zsigmond jelenlétében 1568-ban Dávid Ferenc unitárius istentiszteletet is tartott itt. 1562-ben a kolostor épületében egy magyar iskolát említenek; ez a brassói magyar nyelvű oktatás első említése. A 17. században, a magyar reformátusok megfogyatkozása után a magyar evangélikusok vették át.
A gótikus templom azon kevés épületek között volt, melyek nem károsodtak az 1689-es tűzvész során. Miután Erdély Habsburg-kézre került, a berendezkedő katolikus osztrákok 1718-ban kisajátították a templomot, és a jezsuitáknak ítélték. Az 1738-as földrengés megrongálta, így romos állapota miatt 1766-ban lebontották; a berendezésből semmit sem mentettek meg.
Mivel 1773-ban XIV. Kelemen pápa feloszlatta a jezsuita rendet, Ignatius Wagenseil katolikus plébános Mária Terézia segítségét kérte az újjáépítéshez. Az új templomot 1776 és 1782 között építették, főépítésze az osztrák Karl Joseph Lamasch volt (Joseph Lamasch plébános apja), aki a Fekete templom újraboltozását is irányította. A keletelt gótikus elődtemplommal ellentétben az új, barokk templom főoltára nyugat felé néz, hogy az épület beilleszkedhessen a kialakult utcaképbe. 1782. szeptember 29-én szentelte fel gróf Batthyány Ignác püspök.
A 20. század elején felújították, orgonája Wiegenstein Lipót temesvári műhelyében készült.

## Leírása
A templom Brassó legjelentősebb barokk műemléke. A hullámos, háromtengelyes főhomlokzatot a barokk építészetre jellemző, hangsúlyos rizalitok tagolják három részre. A homlokzat földszintjén három ajtó van, melyek közül csak kettőhöz vezet lépcső. Az első emeleten három félköríves ablak látható, a felső szintet egy széles fülke uralja, melynek festménye Jézust ábrázolja. Efölött van a zömök, kétemeletes torony, négy oldalán óralapokkal és zsalus harangablakokkal.
A földszinti ajtók az előcsarnokba nyílnak, melyet egy masszív, 1872-ben készült feszület ural. A hajót háromszakaszos csehboltozat fedi, mely két korinthoszi oszlopra és ezeket szegélyező pillérkötegekre támaszkodik; ez utóbbiak hat oldalkápolnát határoznak meg, melyek közül négyben historizáló mellékoltárok, kettőben gyóntatószékek kaptak helyet. A pilléreken olajfestmények jelenítik meg a keresztút tizennégy állomását. A boltozaton bibliai jeleneteket ábrázoló festmények figyelhetőek meg, a diadalíven Erdély címere, Brassó címere, és az építés dátuma kapott helyet. A diadalívet tartó baldachinok alatt van a szószék (Kupcsay János szobrászművész munkája) és az eredeti barokk berendezés egyetlen fennmaradt darabja, egy passaui Mária-kegykép.
A gótizáló szentély boltozatáról korinthoszi oszlopok futnak le, melyek konzolai Szent Antal, Szent Péter, Szent Pál, Szent Ferenc szobrait hordozzák. Mind a szentély, mind az oldalkápolnák falain nagyméretű, íves ablakok nyílnak, melyek üvegfestményei brassói magyar-örmény családok (Száva, Verzár, Zakariás stb) adományából készültek Kratzmann Ede budapesti műhelyében, 1891–1894 között.
A romániai műemlékek jegyzékében a BV-II-m-A-11470 sorszámon szerepel. Hétköznap két, vasárnap öt alkalommal van szentmise. A misék a vasárnapi 4 órást kivéve magyar nyelven vannak.

## Képek

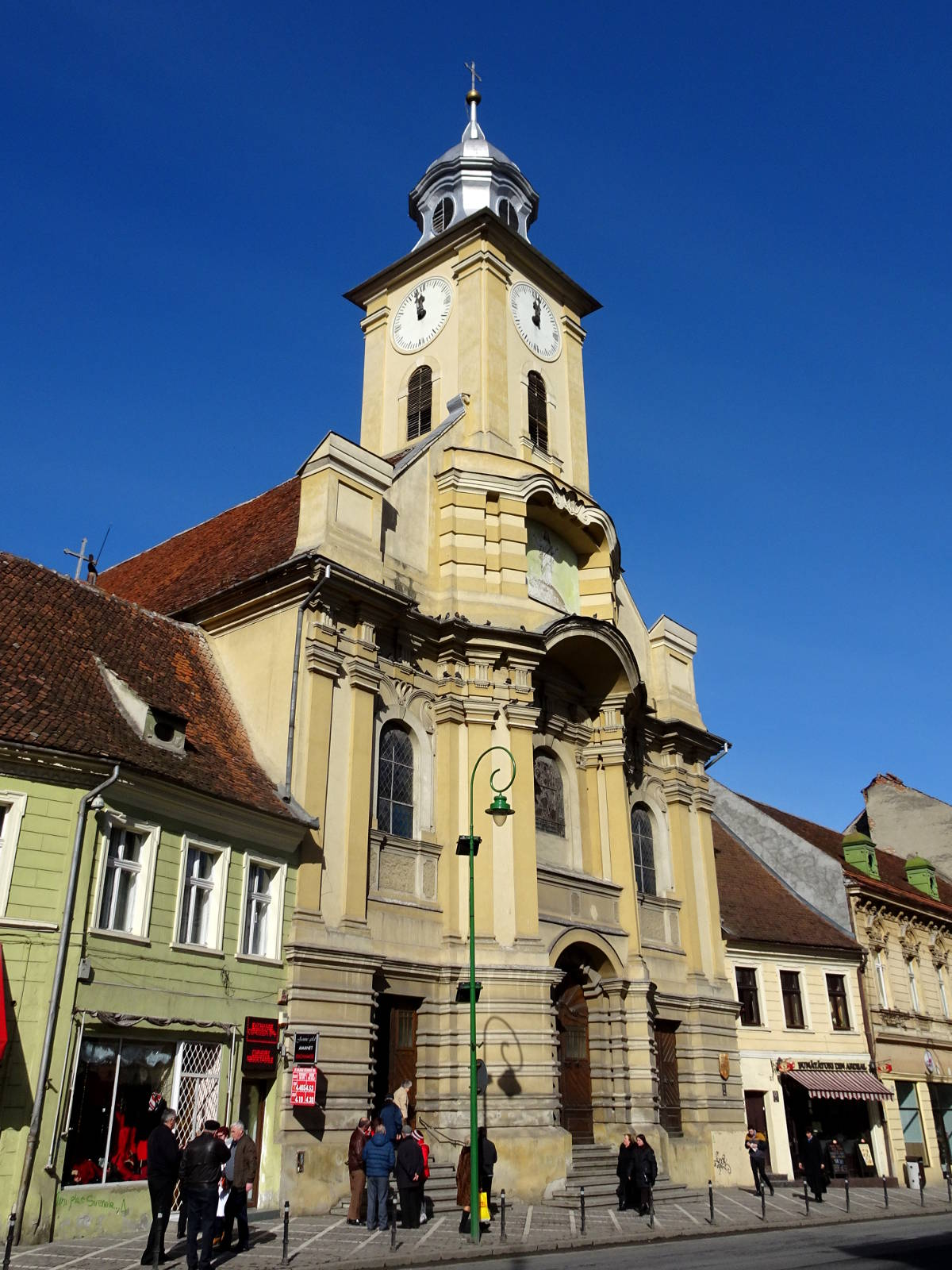
A templom
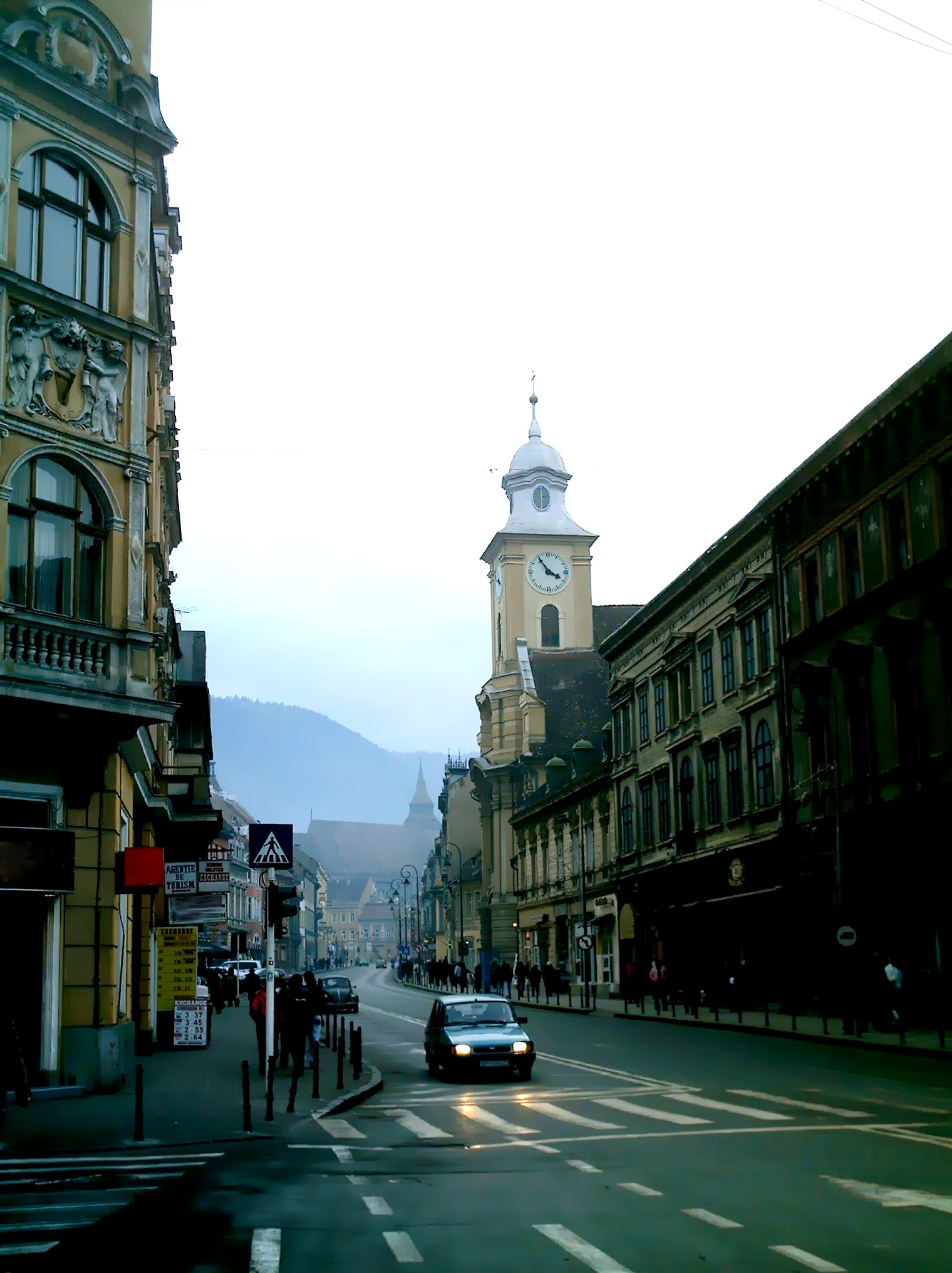
A Kolostor utcában
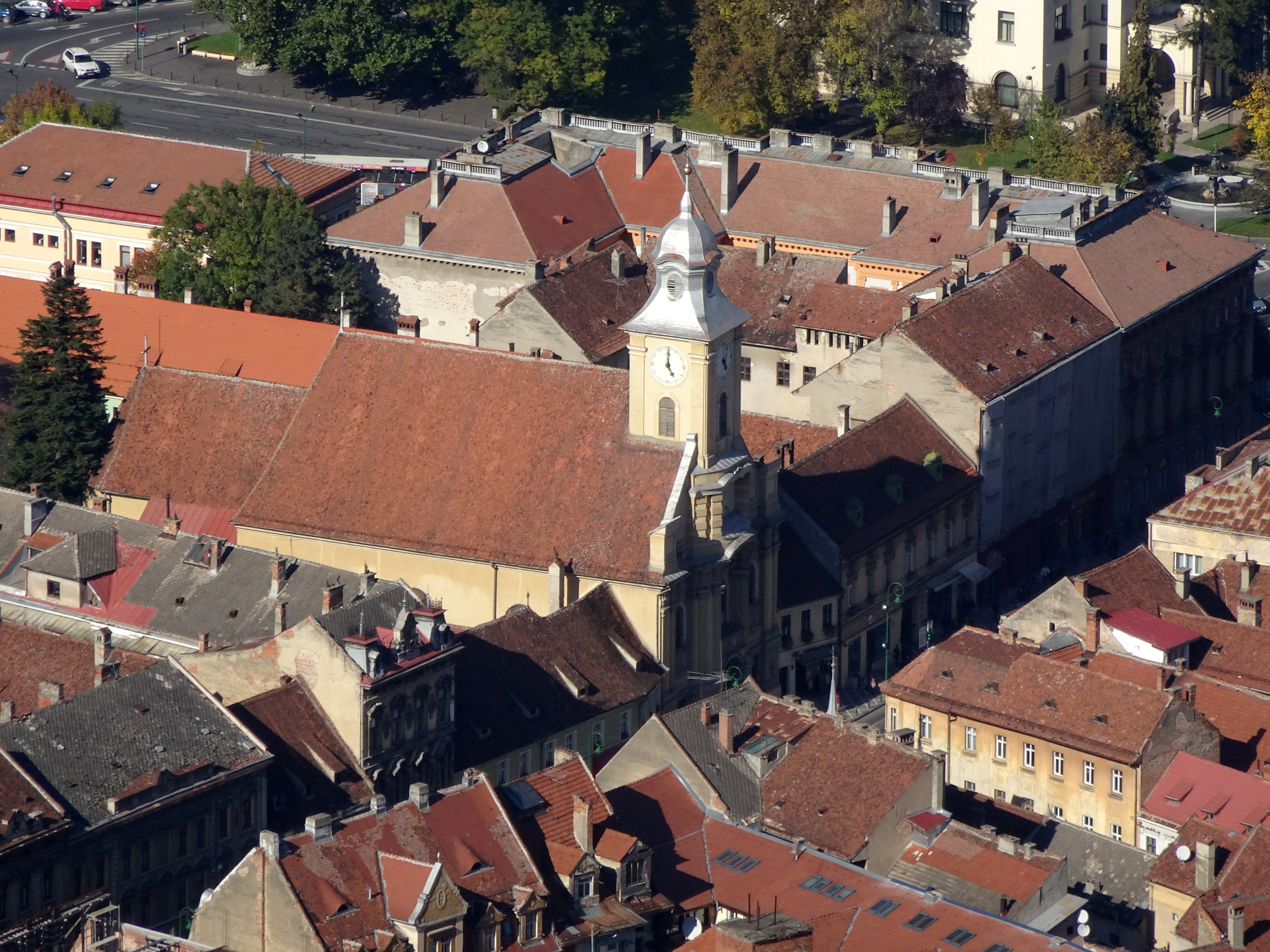
Madártávlatból
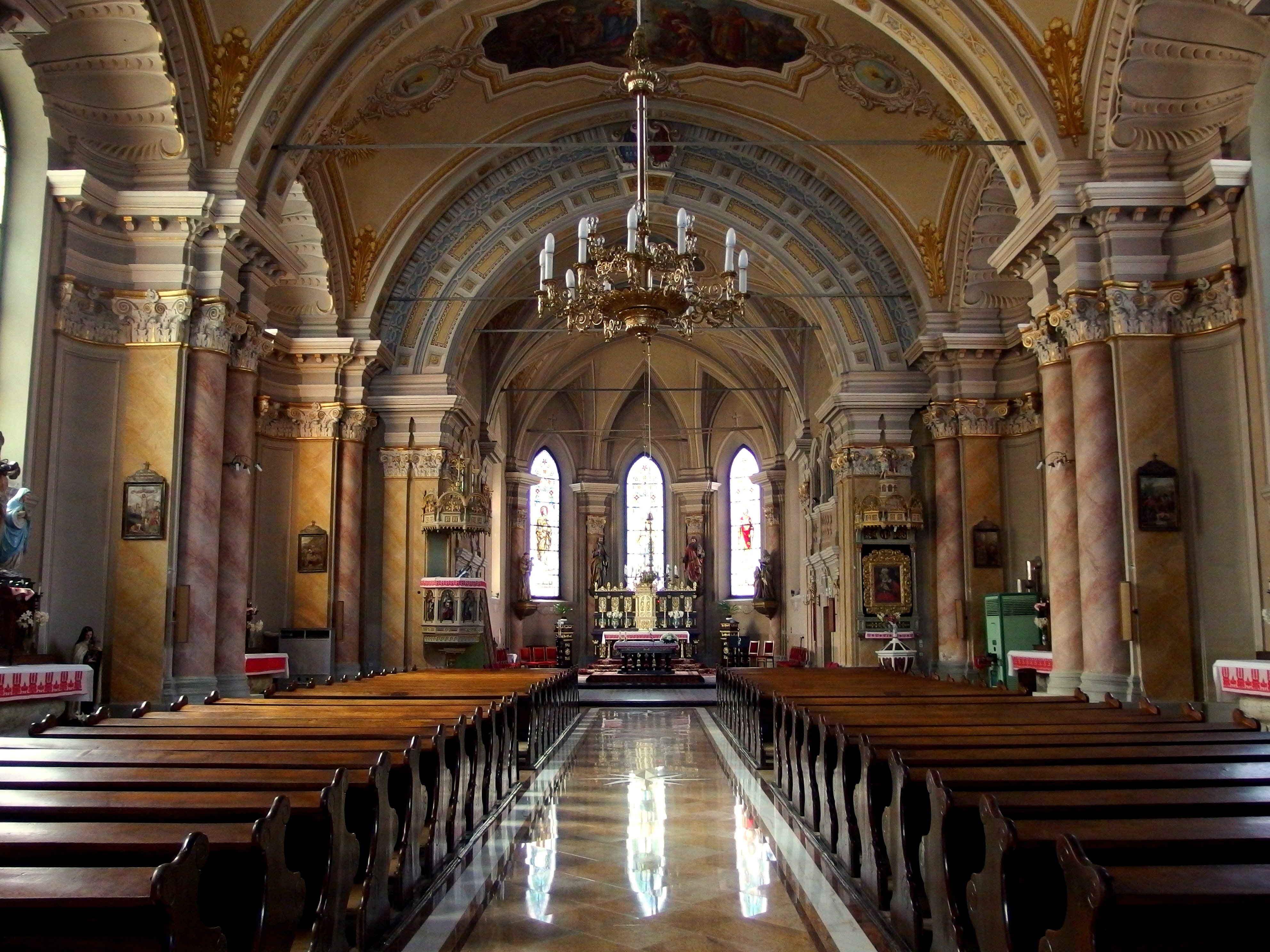
A hajó
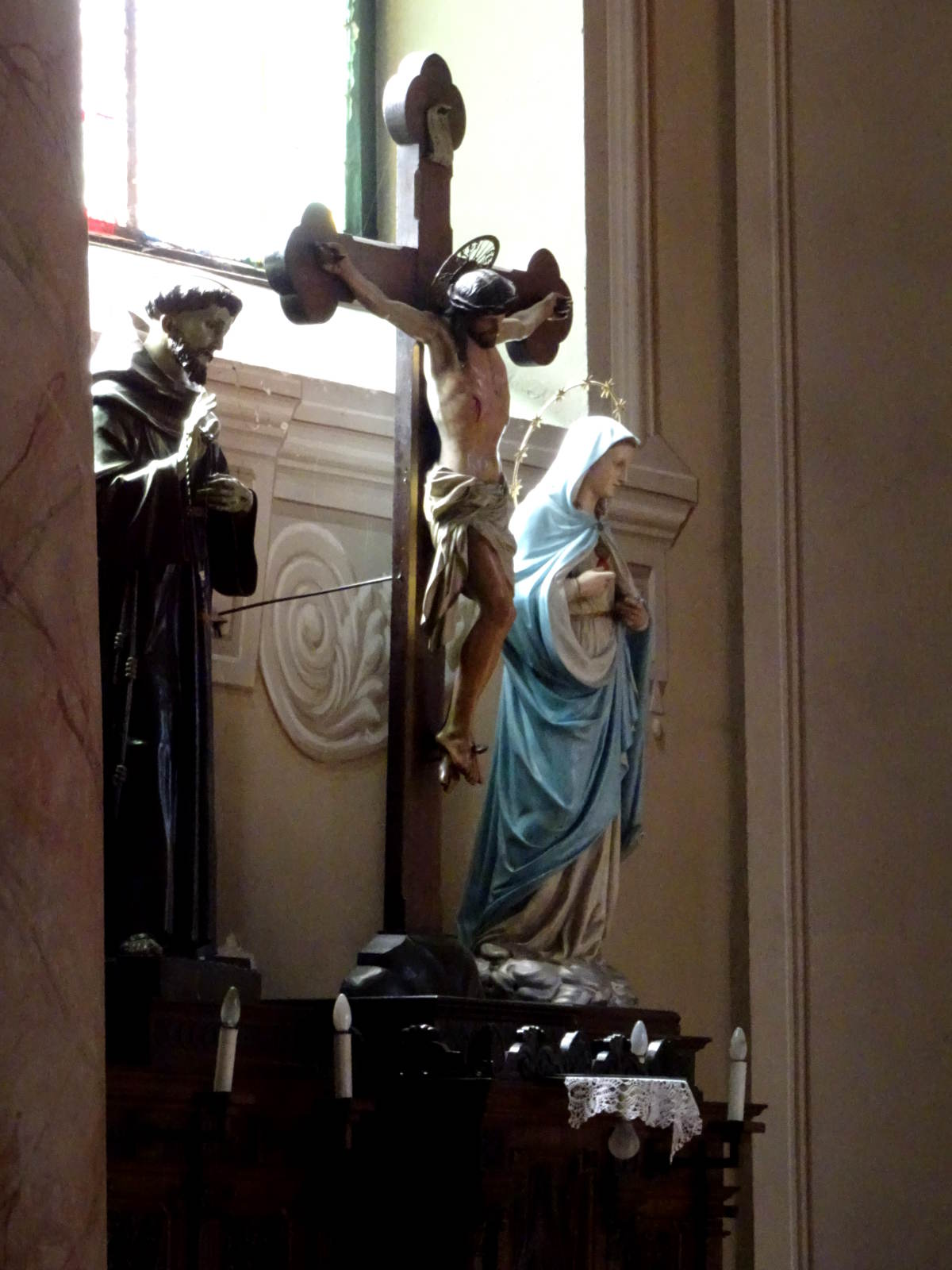
Mellékoltár